# 310. československá stíhací peruť RAF
310. československá stíhací peruť RAF (anglicky: № 310 Fighter Squadron) byla jednou ze čtyř československých perutí RAF. Jednalo se o československou jednotku, která v RAF působila nejdéle. 310. československá stíhací peruť měla také nejvyšší skóre sestřelů nepřátelských letounů.
Heslem bylo anglické: WE FIGHT TO REBUILD („Bojujeme za obnovu“).

## Vznik a historie
10. července 1940 vydalo britské ministerstvo letectví rozkaz k zformování No. 310 squadron. Bojeschopnou byla peruť uznána 17. srpna 1940 v Duxfordu (Duxford Aerodrome), v hrabství Cambridge. Československým velitelem byl ustanoven major Alexander Hess a britským spoluvelitelem S/L George Douglas Blackwood. První bojový vzlet se uskutečnil 18. srpna 1940 z Duxfordu. Peruť vedená S/Ldr. Blackwoodem dostala rozkaz hlídkovat nad základnou North Weald, nesetkala se však s nepřítelem. Peruť byla vyzbrojena letouny Hawker Hurricane Mk. IA. Později byla peruť vyzbrojena letouny Hawker Hurricane Mk. IIA, IIB, Supermarine Spitfire Mk. IIA, VB, VC, HF Mk. VI, F Mk.IX, LF Mk. IXC, LF Mk. IEe. Do bojů zasahovala nad jihovýchodní a východní Anglií, především v době slavné bitvy o Británii. Do konce bitvy o Británii, tedy do 31. října, si 310. peruť připisuje 40,5 potvrzených sestřelů, 11 sestřelů pravděpodobných a 6 poškozených německých letadel. To ji v počtu sestřelů zařadilo na 32. příčku mezi 67 stíhacími perutěmi RAF bojujícími v této bitvě.

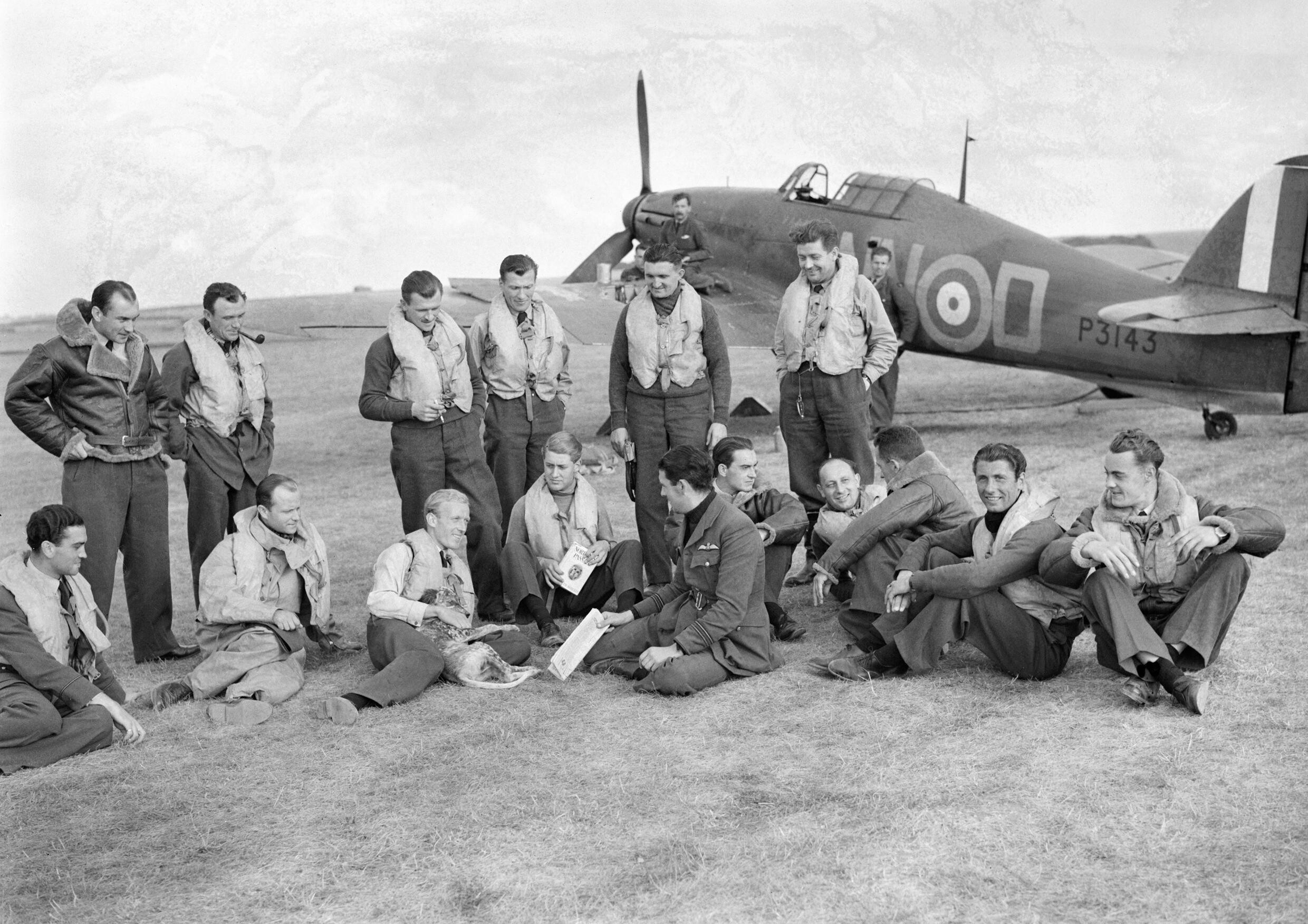
Piloti 310. peruti v roce 1940

Od září 1940 byla peruť součástí vyšší taktické jednotky – křídla Duxford/12th Group wing, které vedla legenda anglického letectva, beznohý stíhač Douglas Bader. V tomto wingu peruť působila od září 1940 do poloviny následujícího roku 1941. Výjimečná byla peruť těmito fakty: nejdéle působila ve svazku RAF (5 let), zaznamenala 54 a 1/2 jistých sestřelů plus 4 střely V-1, 20 sestřelů pravděpodobných a 32 poškozených letadel Luftwaffe. Zahynulo 31 jejich pilotů. Za těmito výsledky je činnost na bojově vytíženém místě bitvy o Británii, na rozdíl od 312. československé stíhací perutě RAF, umístěné ve Speke u Liverpoolu a 313. československé stíhací perutě RAF, která byla založena až 10. května 1941.

## Základny
| Základna                                                                  | od                      | do                      |
| ------------------------------------------------------------------------- | ----------------------- | ----------------------- |
| Duxford, Cambridgeshire, detachment Coltishall, Norfolk                   | 12.07.1940              | 26.06.1941              |
| Martlesham Heath, Suffolk                                                 | 26.03.1941              | 19.07.1941              |
| Dyce, Aberdeenshire, detachment Montrose, Angus                           | 19.07.1941              | 05.12.1941              |
| Přezbrojení                                                               | 09.12.1941              | 15.12.1941              |
| Perranporth, Cornwall                                                     | 24.12.1941              | 07.03.1942              |
| Warmwell, Dorset                                                          | 07.03.1942              | 21.03.1942              |
| Perranporth, Cornwall                                                     | 21.03.1942              | 07.05.1942              |
| Exeter, Devon, detachment Bold Head, Devon, detachment Redhill, Surrey    | 07.05.1942              | 26.06.1943              |
|                                                                           | 12.05.1942              | 26.06.1943              |
|                                                                           | 30.06.1942 a 17.08.1942 | 07.07.1942 a 19.08.1942 |
| Castletown, Caithness, detachment Sumburgh, Shetland Isles                | 26.06.1943              | 20.09.1943              |
| Ibsley, Hampshire                                                         | 20.09.1943              | 02.12.1943              |
| Llanberd, Merioneth                                                       | 02.12.1943              | 14.12.1943              |
| Ibsley, Hampshire                                                         | 14.12.1943              | 20.02.1944              |
| Mendlesham, Suffolk                                                       | 20.02.1944              | 28.03.1944              |
| Southend, Essex                                                           | 28.03.1944              | 03.04.1944              |
| Appledram, Sussex                                                         | 03.04.1944              | 22.06.1944              |
| Tangmere, Sussex                                                          | 22.06.1944              | 03.07.1944              |
| Lympne, Kent                                                              | 03.07.1944              | 11.07.1944              |
| Digby, Lindcolnshire, detachment Hutton Cranswick, Yorkshire, přezbrojení | 11.07.1944              | 27.08.1944              |
| North Weald, Hertfordshire                                                | 28.08.1944              | 29.12.1944              |
| Bradwell Bay, Essex                                                       | 29.12.1944              | 27.02.1945              |
| Manston, Kent                                                             | 27.02.1945              | 13.08.1945              |
| Praha – Ruzyně (ČSR)                                                      | 13.08.1945              | 14.09.1945              |
| Praha – Kbely (ČSR)                                                       | 14.09.1945              | 01.02.1948              |

## Velitelé (Squadron Commanders) 310. perutě
| Hodnost | Velitel                                  | od          | do          |
| ------- | ---------------------------------------- | ----------- | ----------- |
| S/Ldr   | Alexander Hess, DFC                      | 12. 7. 1940 | 28. 2. 1941 |
| S/Ldr   | George D.M. Blackwood (Brit)             | 12. 7. 1940 | 1. 1. 1941  |
| S/Ldr   | František Weber                          | 28. 2. 1941 | 7. 4. 1942  |
| S/Ldr   | Jerrard J. Jefferies-Latimer, DFC (Brit) | 1. 1. 1941  | 7. 7. 1941  |
| S/Ldr   | František Doležal, DFC                   | 7. 4. 1942  | 15. 1. 1943 |
| S/Ldr   | Emil Foit                                | 15. 1. 1943 | 13. 1. 1944 |
| S/Ldr   | Hugo Hrbáček                             | 13. 1. 1944 | 21. 5. 1944 |
| S/Ldr   | Václav Raba                              | 21. 5. 1944 | 15. 9. 1944 |
| S/Ldr   | Jiří Hartman                             | 15. 9. 1944 | ČSR         |

### Velitelé letky „A“
| Hodnost | Velitel                        | od           | do           |
| ------- | ------------------------------ | ------------ | ------------ |
| F/Lt    | Jaroslav Malý                  | ?            | ?            |
| F/Lt    | Gordon J. Sinclair, DFC (Brit) | 12. 7. 1940  | 12. 12. 1940 |
| F/Lt    | František Doležal              | 12. 12. 1940 | 7. 4. 1942   |
| F/Lt    | Patrick B.G. Davies (Brit)     | 12. 12. 1940 | 29. 8. 1941  |
| F/Lt    | Václav Bergman                 | 7. 4. 1942   | 01.10.1942   |
| F/Lt    | Vladislav Chocholin            | 01.10.1942   | 01.02.1943   |
| F/Lt    | Hugo Hrbáček                   | 01.02.1943   | 15.10.1943   |
| F/Lt    | Jiří Hartman                   | 15.10.1943   | 11.08.1944   |
| F/Lt    | Miroslav Diviš                 | 11.08.1944   | 06.01.1945   |
| F/Lt    | Karel Drbohlav                 | 06.01.1945   | ČSR          |

### Velitelé letky „B“
| Hodnost | Velitel                          | od           | do           |
| ------- | -------------------------------- | ------------ | ------------ |
| F/Lt    | František Rypl                   | 12. 7. 1940  | 10. 12. 1940 |
| F/Lt    | Jerrard J. Jefferies, DFC (Brit) | 12. 7. 1940  | 1. 1. 1941   |
| F/Lt    | František Weber                  | 10. 12. 1940 | 28. 2. 1941  |
| F/Lt    | M. W. B. Knight (Brit)           | 15. 2. 1941  | 8. 3. 1941   |
| F/Lt    | Svatopluk Janouch                | 28. 2. 1941  | 29. 5. 1941  |
| F/Lt    | Crelin W. Bodie, DFC (Brit)      | 8. 3. 1941   | 3. 6. 1941   |
| F/Lt    | Miloslav Kredba                  | 29. 5. 1941  | 14. 2. 1942  |
| F/Lt    | Emil Foit                        | 14. 2. 1942  | 15. 11. 1942 |
| F/Lt    | 15. 11. 1942                     | 27. 2. 1943  |              |
| F/Lt    | Jiří Hartman                     | 27. 2. 1943  | 1. 6. 1943   |
| F/Lt    | Vladislav Chocholin              | 1. 6. 1943   | 24. 9. 1943  |
| F/Lt    | Bohuslav Kimlička                | 24. 9. 1943  | 6. 12. 1943  |
| F/Lt    | Václav Raba                      | 6. 12. 1943  | 21. 5. 1944  |
| F/Lt    | František A. Bernard             | 22. 5. 1944  | ČSR          |

## Nárokovaná vítězství
| datum      | stroj                    | pilot                           | protivník                                  |
| ---------- | ------------------------ | ------------------------------- | ------------------------------------------ |
| 26.08.1940 | Hurricane I P3887 NN-P   | S/Ldr George Blackwood          | 1 Do 17                                    |
| 26.08.1940 | Hurricane I P3142 NN-M   | P/O Emil Fechtner               | 1 Me 110                                   |
| 26.08.1940 | Hurricane I P3157        | Sgt Eduard Prchal               | 1 Do 17                                    |
| 31.08.1940 | Hurricane I R4089 NN-R   | F/Lt Jerrard Jefferies          | 1 Do 17                                    |
| 31.08.1940 | Hurricane I R4084        | F/Lt Gordon Sinclair            | 1 Do 17                                    |
| 31.08.1940 | Hurricane I P3889 NN-S   | P/O Emil Fechtner               | 1 Do 17                                    |
| 31.08.1940 | Hurricane I P3156        | P/O Stanislav Zimprich          | 1 Bf 109 poškozen                          |
| 31.08.1940 | Hurricane I V6621        | F/Lt Jaroslav Malý              | 1 Bf 109                                   |
| 31.08.1940 | Hurricane I R4085 NN-A   | S/Ldr Alexander Hess            | 1 Bf 109 a 1 Do 17                         |
| 03.09.1940 | Hurricane I V6556 NN-E   | Sgt Bohumír Fürst               | 1 Me 110                                   |
| 03.09.1940 | Hurricane I P3148 NN-N   | Sgt Josef Koukal                | 1 Me 110                                   |
| 03.09.1940 | Hurricane I P3142 NN-M   | F/Lt Jerrard Jefferies          | 1 Me 110                                   |
| 03.09.1940 | Hurricane I R4085 NN-A   | Sgt Josef Komínek               | 1 Do 17 pravděpodobně                      |
| 03.09.1940 | Hurricane I P3143 NN-D   | F/Lt Gordon Sinclair            | 1 Me 110 a 1 Do 17                         |
| 03.09.1940 | Hurricane I V7436 NN-H   | F/Lt Jaroslav Malý              | 1 Me 110 pravděpodobně                     |
| 07.09.1940 | Hurricane I V6643 NN-Y   | P/O Vilém Göth                  | 2 Me 110                                   |
| 07.09.1940 | Hurricane I R4089 NN-R   | F/Lt Jerrard Jefferies          | 1 Me 110 poškozen                          |
| 07.09.1940 | Hurricane I V6556 NN-E   | P/O Stanislav Janouch           | 1 Me 110                                   |
| 07.09.1940 | Hurricane I P3143 NN-D   | Sgt Bohumír Fürst               | 1 Bf 109 a 1 Me 110 prav.                  |
| 07.09.1940 | Hurricane I P3888        | F/O John Boulton                | 1 He 111                                   |
| 07.09.1940 | Hurricane I R4087 NN-X   | P/O Stanislav Zimprich          | 2 Me 110 pravděpodobně                     |
| 07.09.1940 | Hurricane I V6642 NN-F   | Sgt Karel Šeda                  | 1 Me 110 poškozen                          |
| 07.09.1940 | Hurricane I P3142 NN-M   | P/O Emil Fechtner               | 1 Me 110 poškozen                          |
| 07.09.1940 | Hurricane I R4084        | F/Lt Gordon Sinclair            | 1 Me 110 poškozen                          |
| 07.09.1940 | Hurricane I V7437        | Sgt Josef Koukal                | 1 Me 110                                   |
| 09.09.1940 | Hurricane I V7412 NN-P   | F/O John Boulton                | 1 He 111                                   |
| 09.09.1940 | Hurricane I P3143 NN-D   | P/O Stanislav Fejfar            | 1 Me 110                                   |
| 09.09.1940 | Hurricane I V7405 NN-G   | P/O Václav Bergman              | 1 Me 110                                   |
| 09.09.1940 | Hurricane I V7304 NN-O   | P/O Stanislav Zimprich          | 1 Do 17 a 1 Me 110 poškozen                |
| 09.09.1940 | Hurricane I P3142 NN-M   | F/Lt František Rypl             | 1 Me 110 pravděpodobně                     |
| 09.09.1940 | Hurricane I R4087 NN-X   | Sgt Josef Hubáček               | 1 Me 110 pravděpodobně                     |
| 09.09.1940 | Hurricane I P2715 NN-S   | Sgt Josef Řechka                | 1 Me 110 pravděpodobně                     |
| 15.09.1940 | Hurricane I R4089 NN-R   | F/Lt Jerrard Jefferies          | 2 a ½ Do 17                                |
| 15.09.1940 | Hurricane I R4087 NN-X   | Sgt Josef Hubáček               | ½ Do 17                                    |
| 15.09.1940 | Hurricane I P3621 NN-U   | Sgt Jan Kaucký                  | ½ Do 17                                    |
| 15.09.1940 | Hurricane I V6619 NN-V   | Sgt Rajmund Půda                | ½ Do 17                                    |
| 15.09.1940 | Hurricane I V7304 NN-O   | Sgt Josef Komínek               | 1 Do 17                                    |
| 15.09.1940 | Hurricane I V6608 NN-B   | P/O Stanislav Fejfar            | 1 Do 17                                    |
| 15.09.1940 | Hurricane I P3143 NN-D   | Sgt Bohumír Fürst               | 1 He 111                                   |
| 15.09.1940 | Hurricane I P2715 NN-S   | Sgt Josef Řechka                | 1/2 He 111                                 |
| 15.09.1940 | Hurricane I V6556 NN-E   | Sgt Eduard Prchal               | 1/2 He 111                                 |
| 15.09.1940 | Hurricane I P3621 NN-U   | Sgt Jan Kaucký                  | 1/2 Do 17                                  |
| 15.09.1940 | Hurricane I R4085 NN-A   | S/Ldr Alexander Hess            | 1 Bf 109 poškozen                          |
| 18.09.1940 | Hurricane I V6556 NN-E   | P/O Stanislav Janouch           | 1/2 Do 17                                  |
| 18.09.1940 | Hurricane I V6579 NN-J   | P/O Stanislav Fejfar            | 1/2 Do 17                                  |
| 18.09.1940 | Hurricane I V6608 NN-B   | P/O Václav Bergman              | 1 Do 17                                    |
| 18.09.1940 | Hurricane I R4089 NN-R   | F/Lt Jerrard Jefferies          | 1 Do 17                                    |
| 18.09.1940 | Hurricane I P3889 NN-S   | Sgt Rajmund Půda                | 1/2 Do 17                                  |
| 18.09.1940 | Hurricane I V6642 NN-F   | Sgt Miroslav Jiroušek           | 1/2 Do 17                                  |
| 18.09.1940 | Hurricane I P8809 NN-T   | P/O Emil Fechtner               | 1 Do 17                                    |
| 18.09.1940 | Hurricane I P3143 NN-D   | Sgt Eduard Prchal               | 1 Do 17                                    |
| 18.09.1940 | Hurricane I P3621 NN-U   | P/O Stanislav Zimprich          | 1 Do 17 pravděpodobně                      |
| 27.09.1940 | Hurricane I P3889 NN-S   | Sgt Josef Komínek               | 1 Bf 109                                   |
| 27.09.1940 | Hurricane I P2715 NN-S   | P/O Emil Fechtner               | 1 Do 17 pravděpodobně                      |
| 28.10.1940 | Hurricane I V6579 NN-J   | S/Ldr George Blackwood          | 1/3 Ju 88                                  |
| 28.10.1940 | Hurricane I V7436 NN-H   | F/Lt Jaroslav Malý              | 1/3 Ju 88                                  |
| 28.10.1940 | Hurricane I P3143 NN-D   | P/O Václav Bergman              | 1/3 Ju 88                                  |
| 27.03.1941 | Hurricane IIA Z2693      | S/Ldr Jerrard Jefferies-Latimer | 1/2 Ju 88 poškozen                         |
| 27.03.1941 | Hurricane IIA Z2770 NN-N | P/O Bohuslav Kimlička           | 1/2 Ju 88 poškozen                         |
| 09.04.1941 | Hurricane IIA Z2693      | S/Ldr Jerrard Jefferies-Latimer | 1 Ju 88 prav.                              |
| 15.05.1941 | Hurricane IIA NN-R       | S/Ldr Jerrard Jefferies-Latimer | 1/2 Do 17                                  |
| 15.05.1941 | Hurricane IIA Z2766      | F/Lt Patrick Davies             | 1/2 Do 17                                  |
| 13.08.1941 | Hurricane IIA Z3400      | F/O Václav Bergman              | 1 Ju 88 pravděpodobně                      |
| 04.02.1942 | Spitfire VB AB257 NN-V   | F/Lt Františe Burda             | 1/4 Ju 88 poškozen                         |
| 04.02.1942 | Spitfire VB AD325 NN-W   | F/Lt Emil Foit                  | 1/4 Ju 88 poškozen                         |
| 04.02.1942 | Spitfire VB AD423 NN-Q   | F/Sgt Leopold Šrom              | 1/4 Ju 88 poškozen                         |
| 04.02.1942 | Spitfire VB AD462 NN-T   | Sgt František Vindiš            | 1/4 Ju 88 poškozen                         |
| 28.04.1942 | Spitfire VB BL591 NN-M   | F/Lt Emil Foit                  | 1/2 Ju 88                                  |
| 28.04.1942 | Spitfire VB BM258 NN-N   | Sgt František Vindiš            | 1/2 Ju 88                                  |
| 05.06.1942 | Spitfire VB AD338        | S/Ldr František Doležal         | 1 FW 190 poškozen                          |
| 05.06.1942 | Spitfire VB BL591 NN-M   | F/Lt Emil Foit                  | 1 FW 190 poškozen                          |
| 05.06.1942 | Spitfire VB BL265 NN-L   | F/Lt Václav Bergman             | 1 FW 190 poškozen                          |
| 05.06.1942 | Spitfire VB AD382 NN-J   | F/Sgt František Trejtnar        | 1 FW 190 poškozen                          |
| 05.06.1942 | Spitfire VB BM582        | F/Sgt Miroslav Petr             | 1 FW 190 poškozen                          |
| 10.06.1942 | Spitfire VB AD382 NN-J   | F/Sgt František Trejtnar        | 1 FW 190 a 1 FW 190 poškozen               |
| 10.06.1942 | Spitfire VB BL495 NN-U   | F/Sgt Leopold Šrom              | 1 FW 190                                   |
| 10.06.1942 | Spitfire VB AD331 NN-G   | F/Sgt Miroslav Petr             | 1 FW 190                                   |
| 10.06.1942 | Spitfire VB AD365 NN-A   | Sgt Karel Janata                | 1 FW 190 pravděpodobně                     |
| 16.06.1942 | Spitfire VB BL495 NN-U   | F/Sgt Leopold Šrom              | 1/3 Ju 88 poškozen                         |
| 16.06.1942 | Spitfire VB AR343        | F/Sgt František Mlejnecký       | 1/3 Ju 88 poškozen                         |
| 16.06.1942 | Spitfire VB R6770 NN-D   | Sgt Karel Janata                | 1/3 Ju 88 poškozen                         |
| 23.06.1942 | Spitfire VB AD542 NN-W   | F/Lt Emil Foit                  | 1 FW 190                                   |
| 12.07.1942 | Spitfire VB BL495 NN-U   | F/Sgt Leopold Šrom              | 1/2 Ju 88                                  |
| 12.07.1942 | Spitfire VB BL579        | Sgt Karel Pernica               | 1/2 Ju 88                                  |
| 19.08.1942 | Spitfire VC AR498 NN-W   | F/Lt Emil Foit                  | 3 Do 217 poškozeny                         |
| 19.08.1942 | Spitfire VB EP452 NN-D   | S/Ldr František Doležal         | 1 Do 217 pravděpodobně a 1 FW 190 poškozen |
| 19.08.1942 | Spitfire VB EP572 NN-Z   | F/O Jiří Hartman                | 1 Me 110 poškozen                          |
| 19.08.1942 | Spitfire VB EP637 NN-K   | Sgt Antonín Škach               | 1 FW 190 poškozen                          |
| 19.08.1942 | Spitfire VC AR503 NN-Q   | F/Lt Vladislav Chocholín        | 1 Do 217 poškozen                          |
| 19.08.1942 | Spitfire VB EP453        | Sgt Václav Popelka              | 1 Do 217 pravděpodobně a 1 Ju 88 poškozen  |
| 19.08.1942 | Spitfire VB EP287 NN-X   | Sgt Josef Štivar                | 1 Do 217 poškozen                          |
| 19.08.1942 | Spitfire VC AR499 NN-U   | W/O Adolf Fornůsek              | 1 Do 217 poškozen                          |
| 19.08.1942 | Spitfire VB EP464 NN-E   | F/Lt Bohuslav Kimlička          | 1 Do 217 poškozen                          |
| 19.08.1942 | Spitfire VC AR495 NN-J   | P/O Jan Doucha                  | 1 Do 217 poškozen                          |
| 19.08.1942 | Spitfire VB EP461        | Sgt Karel Pernica               | 1 Do 217 pravděpodobně                     |
| 28.08.1942 | Spitfire VC AR495 NN-J   | S/Ldr František Doležal         | 1/2 Bf 109                                 |
| 07.09.1942 | Spitfire VB EP287 NN-X   | W/O Adolf Fornůsek              | 1 Do 217 poškozen                          |
| 29.01.1943 | Spitfire VC AR498 NN-W   | S/Ldr Emil Foit                 | 1 FW 190                                   |
| 29.01.1943 | Spitfire VC AR520 NN-G   | F/Sgt Václav Popelka            | 1 FW 190                                   |
| 29.01.1943 | Spitfire VB EP347 NN-J   | F/Lt Vladislav Chocholín        | 1 FW 190 pravděpodobně a 1 FW 190 poškozen |
| 29.01.1943 | Spitfire VB EP287 NN-X   | F/Lt Hugo Hrbáček               | 1 FW 190 poškozen                          |
| 24.06.1943 | Spitfire VC EE768        | F/O Karel Zouhar                | 1 FW 190 poškozen                          |
| 24.06.1943 | Spitfire VB BM121        | Sgt Antonín Svěcený             | 1 FW 190 poškozen                          |
| 24.09.1943 | Spitfire VC AR335        | F/Lt Vladislav Chocholín        | 1/2 Me 110                                 |
| 24.09.1943 | Spitfire VB EP250 NN-P   | F/O Stanislav Mašek             | 1/2 Me 110                                 |
| 24.09.1943 | Spitfire VB EP250 NN-P   | F/Lt Karel Drbohlav             | 1 FW 190 pravděpodobně                     |
| 08.06.1944 | Spitfire IXC MJ291 NN-N  | F/O Otto Smik                   | 1 FW 190                                   |
| 17.06.1944 | Spitfire IXC MJ291 NN-N  | F/O Otto Smik                   | 1 a 1/2 FW 190                             |
| 17.06.1944 | Spitfire IXC NH425       | F/O František Vindiš            | 1/2 FW 190                                 |
| 08.07.1944 | Spitfire IX EN527        | F/O Otto Smik                   | 3 V-1                                      |
| 09.07.1944 | Spitfire IX NH692        | F/O Josef Pípa                  | 1 V-1                                      |
| 08.08.1944 | Spitfire VB AR441        | F/O Stanislav Mašek             | 1/2 Do 217                                 |
| 08.08.1944 | Spitfire VB EN899        | Sgt Arnošt Elbogen              | 1/2 Do 217                                 |

## Ztráty létajícího personálu
| datum      | stroj                    | posádka                  | příčina                                                      | osud pilota           |
| ---------- | ------------------------ | ------------------------ | ------------------------------------------------------------ | --------------------- |
| 31.80.1940 | Hurricane I P3159        | P/O Jaroslav Štěrbáček   | Havárie při operačním letu                                   | zahynul při akci      |
| 03.09.1940 | Hurricane I L1833        | Sgt Karel Stibor         | Srážka ve vzduchu při cvičném souboji                        | zahynul ve službě     |
| 09.09.1940 | Hurricane I V7412 NN-P   | F/O John E. Boulton      | Srážka ve vzduchu při operačním letu                         | zahynul při akci      |
| 16.10.1940 | Hurricane I P3143 NN-D   | Sgt Jan Chalupa          | Porucha motoru při cvičném letu, při seskoku padákem zahynul | zahynul ve službě     |
| 29.10.1940 | Hurricane I P3889 NN-S   | P/O Emil Fechtner        | Srážka ve vzduchu při operačním letu                         | zahynul při akci      |
| 08.06.1941 | Hurricane IIA Z2562      | Sgt Josef Komínek        | Havárie při cvičném letu                                     | zahynul ve službě     |
| 24.09.1941 | Hurricane IIA Z2766 NN-V | Sgt Alois Dvořák         | Havárie při přeletu                                          | zahynul ve službě     |
| 19.11.1941 | Spitfire IIA P7837 NN-A  | F/O Vladimír Zaoral      | Havárie při cvičném letu                                     | zahynul ve službě     |
| 08.12.1941 | Spitfire VB AD468 NN-W   | F/O Wilhelm Śniechowski  | Havárie při nočním cvičném letu                              | zahynul ve službě     |
| 04.02.1942 | Spitfire VB AD412 NN-U   | Sgt Zdeněk Škarvada      | Porucha motoru při operačním letu                            | zajatec               |
| 14.02.1942 | Spitfire VB AD414 NN-X   | F/Lt Miroslav Kredba     | Havárie při cvičném letu                                     | zahynul ve službě     |
| 12.04.1942 | Spitfire VB AD420 NN-N   | Sgt Stanislav Halama     | Srážka ve vzduchu při cvičném letu                           | zahynul ve službě     |
| 12.04.1942 | Spitfire VB BL497 NN-Y   | F/Lt Stanislav Zimprich  | Srážka ve vzduchu při cvičném letu                           | zahynul ve službě     |
| 11.09.1942 | Spitfire VB EP453 NN-C   | Sgt Karel Janata         | Havárie při operačním letu                                   | zahynul při akci      |
| 22.09.1942 | Spitfire VC AR495 NN-T   | Sgt Arnošt Staněk        | Sestřelen flakem nad Francií, havaroval v moři               | nezvěstný             |
| 07.11.1942 | Spitfire VC AR502 NN-D   | P/O Jan Doucha           | Sestřelen stíhačem nad Francií                               | zahynul při akci      |
| 29.01.1943 | Spitfire VB EP464 NN-E   | W/O Miroslav Petr        | Sestřelen stíhačem nad Francií                               | zahynul při akci      |
| 29.01.1943 | Spitfire VC AB519 NN-H   | W/O Jaroslav Šála        | Sestřelen stíhačem nad Francií                               | zahynul při akci      |
| 27.02.1943 | Spitfire VB EP287 NN-X   | F/Lt František Burda     | Sestřelen flakem nad Francií                                 | zajatec               |
| 27.02.1943 | Spitfire VB EP572 NN-Z   | F/Lt Václav Řídkošil     | Sestřelen flakem nad Francií                                 | zahynul při akci      |
| 28.04.1943 | Spitfire VC EE635 NN-C   | F/O Otto Pavlů           | Sestřelen lodním flakem nad Kanálem                          | nezvěstný             |
| 03.05.1943 | Spitfire VC EN960 NN-X   | W/O Karel Körber         | Sestřelen stíhačem nad Kanálem                               | nezvěstný             |
| 04.05.1943 | Spitfire VB EP127 NN-P   | W/O Jaroslav Chlup       | Havárie při operačním letu nad Kanálem                       | nezvěstný             |
| 24.09.1943 | Spitfire VB AR335        | F/Lt Vladislav Chocholín | Pravděpodobně sestřelen stíhačem u pobřeží Francie           | nezvěstný             |
| 26.04.1944 | Spitfire IXC MK150 NN-J  | P/O Vojtěch Lysický      | Havárie při cvičném letu                                     | zahynul ve službě     |
| 21.05.1944 | Spitfire IXC MJ798 NN-W  | S/Ldr Hugo Hrbáček       | Sestřelen flakem nad Francií                                 | vrátil se do Británie |
| 21.05.1944 | Spitfire IXC MK116 NN-O  | F/Sgt Augustin Meier     | Poškozen flakem nad Francií, havaroval nad Kanálem           | nezvěstný             |
| 21.05.1944 | Spitfire IXC MJ663 NN-B  | P/O Karel Valášek        | Sestřelen flakem nad Francií                                 | zajatec               |
| 07.06.1944 | Spitfire IXC MJ906       | F/Sgt Miroslav Moravec   | Havárie při startu k operačním letu                          | zahynul při akci      |
| 28.06.1944 | Spitfire IXE NH570       | Sgt Jiří Bauer           | Pravděpodobně sestřelen flakem nad Francií                   | zahynul při akci      |
| 11.08.1944 | Spitfire VB AR441        | Sgt Arnošt Elbogen       | Havárie při operačním letu nad Nizozemskem                   | zahynul při akci      |
| 31.08.1944 | Spitfire IXC EN127       | F/Sgt František Řehoř    | Havárie nad Kanálem při operačním letu                       | nezvěstný             |
| 03.09.1944 | Spitfire IXC MJ311 NN-W  | W/O Antonín Škach        | Havárie po startu k operačním letu                           | zahynul při akci      |
| 05.09.1944 | Spitfire IXC MA226       | W/O Antonín Kamínek      | Sestřelen flakem nad Nizozemskem                             | vrátil se do Británie |
| 05.09.1944 | Spitfire IXC MH616       | F/O Rostislav Kaňovský   | Sestřelen flakem nad Nizozemskem                             | zajatec               |
| 23.12.1944 | Spitfire IXC MH878 NN-F  | F/Sgt Jaroslav Kauer     | Havárie při nouzovém přistání během operačním letu           | zahynul při akci      |
| 23.02.1945 | Spitfire IXC MA230       | Sgt Macura, Karel        | Havárie během přeletu                                        | zahynul ve službě     |
| 15.06.1945 | Spitfire IXC MH323 NN-L  | W/O Jindřich Landsmann   | Srážka ve vzduchu při cvičném letu                           | zahynul ve službě     |

## Letadla 310. perutě
- Hawker Hurricane Mk.I
- Hawker Hurricane Mk.IIA
- Hawker Hurricane Mk.IIB
- Supermarine Spitfire Mk.IIA
- Supermarine Spitfire Mk.VB
- Supermarine Spitfire Mk.VC
- Supermarine Spitfire HF Mk.VI
- Supermarine Spitfire LF Mk.IXC
- Supermarine Spitfire LF Mk.IXE
- Supermarine Spitfire F Mk.IX
- Supermarine Spitfire Mk.VB
- Supermarine Spitfire F Mk.IX
- Supermarine Spitfire LF Mk.IXE

## Příslušníci
Seznam československých letců u 310. čs. stíhací perutě:

### Piloti
| - Sgt Bauer Jiří († KIA) - S/Ldr Bergman Václav, DFC+Bar, AFC - F/Lt Bernard František - F/Sgt Boček Emil - F/Sgt Brázda Bohuslav - W/O Březovský František - F/Lt Burda František (POW) - F/Lt Cukr Václav, DFC - F/Sgt Čermák Josef - W/O Červený František - F/Lt Diviš Miroslav - W/Cdr Doležal František, DSO, DFC - P/O Doucha Jan († KIA) - F/Lt Drbohlav Karel - Sgt Dvořák Alois († KIA) - F/Sgt Elbogen Arnost († KIA) - P/O Fechtner Emil, DFC († KIA) - F/Lt Furst Bohumír - S/Ldr Foit Emil, DFC - F/O Fornušek Adolf - F/O Fröhlich Bedřich - P/O Gibian Tomáš - F/Sgt Halama Stanislav († KIA) - W/Cdr Hanuš Josef, DFC - S/Ldr Hartman Jiří, DFC - W/Cdr Hess Alexander, DFC - F/Lt Holeček Rudolf - Sgt Holl Štěpán - Sgt Horský Jindřich - P/O Hradil František († 19) - S/Ldr Hrbáček Hugo, DFC - F/Lt Hrubý Otakar, DFC - F/Lt Hubáček Josef - F/Lt Hybler Josef - Sgt Chalupa Jan († KIA) - W/O Chlup Jaroslav († KIA) - Sgt Chmelík Jaroslav - F/Lt Chmura František - F/Lt Chocholín Vladislav († KIA) - Sgt Janata Karel († KIA) - S/Ldr Janouch Svatopluk - F/Sgt Jelínek Josef - Sgt Jiránek Jaroslav - F/Lt Jiroudek Miroslav - P/O Jílek Josef - W/O Kamínek Antonín - F/Lt Kaňovský Rostislav (POW) - F/Lt Kaucký Jan - F/Sgt Kauer Jaroslav († KIA) - S/Ldr Kimlička Bohuslav - Sgt Kiska Josef - Sgt Komínek Josef († KIA) | - F/Lt Kopecký Miroslav - F/Lt Kopřiva Josef - W/O Korber Karel († KIA) - W/Cdr Kordula František - F/Lt Kosina Karel, DFC - F/Lt Koukal Josef - F/Sgt Kraft Evžen - F/Sgt Kratochvíl Miloslav - W/O Kravec Jan - F/Lt Kredba Miroslav († KIA) - F/Lt Kubak Josef - W/O Landsmann Jindřich († KIA) - P/O Lysický Vojtěch († KIA) - Sgt Macura Karel († KIA) - F/Lt Malý Jaroslav (†) - Sgt Marek František († 19) - F/O Mareš František, DFM - F/O Mašek Stanislav - F/Lt Mečíř Miloš - F/Sgt Meier Augustin († KIA) - F/Sgt Morch Josef - F/Lt Murcek Vilém - P/O Nagy Michal Steven (USA) - S/Ldr Navrátil Antonín (později Air Traffic Controler) - F/Sgt Nedělka Vladimír - F/Lt Nezbeda Egon - F/Sgt Nikl Václav - F/O Pavlů Otto (†) - F/O Pernica Karel - F/Lt Peroutka Stanislav - W/O Peřina Karel - W/O Petr Miloslav (†) - F/O Popelka Viktor, DFC - F/Lt Prchal Eduard - F/Sgt Prokopec Josef - F/Lt Puda Raimund - S/Ldr Raba Václav - F/Sgt Radič Antonin | - F/Lt Rechka Josef, AFC - F/Sgt Řehoř František (†) - F/Lt Řidkosil Václav - W/Cdr Rypl František - W/O Šála Jaroslav (†) - F/O Šika Jaroslav - F/Lt Šikl Vaclav - P/O Skach Antonín (†) - W/O Škarvada Zdeněk (POW) - F/Lt Skirka Jindřich - F/Sgt Škreka-Badouin Vojtěch - F/O Slepica Jaroslav - Sgt Šmíd Bořivoj - F/Lt Sokol Josef - F/O Šrom Leopold - F/Sgt Staněk Arnošt (†) - P/O Stěrbáček Jaroslav (†) - F/Sgt Štivar Josef - F/Lt Střihavka Jaromír - W/Cdr Studený Jaroslav - F/O Svěcený Antonín - F/Sgt Svoboda Jan - Sgt Tauber Pavel - F/O Těšínský Josef - F/Lt Trejtnar Frantisek - W/O Valoušek Ladislav - F/O Vavřínek František - F/O Vejlupek Josef - F/O Vindiš František, DFC - Sgt Vondráček František - S/Ldr Weber František - F/Lt Zadrobílek Ladislav - F/O Zaoral Vladimír (†) - F/Sgt Zárecký Jindřich - F/Lt Zima Rudolf - F/Lt Zimprich Stanislav (†) - Sgt Zoul Stanislav |

Poznámky:
- († KIA) – zabit v akci No. 310 Squadron
- († x x x) – pohřešován No. xxx Squadron
- (POW) – zajat No. 310 Squadron

### Pozemní personál letiště
| - AC2 ABELES Bedřich, Maint. Assistant - W/O ADAM František, General Duties - Sgt ALEXA Antonín, Fitter I - LAC BADERLE Jindřich, Flight Mechanic E - Cpl BARNIAK Josef, Flight Mechanic A - Cpl BAR Bohuslav, Fitter II A - AC1 BEHRIK Stefan, Ground staff - F/Lt BEKR František, Engineering Officer - CPl BENES Adolf, Physical Training Instructor - LAC BLOCH David, Flight Mechanic E - Sgt BOHM Richard, Equip. Assistant - LAC BRENNWASSER Arnošt, Flight Mechanic A - CPl BROD Robert, Maint. Assistant - Cpl BUHAJ Bedřich, Fitter II A - LAC BUCHALIK Stefan, Fitter/Armourer - F/Sgt BURDA Ladislav, Ground staff - F/O CAPEK Rudolf, Education Officer - Cpl ČERMAK Karel, Flight Mechanic E - Cpl CERNY Miroslav, Flight Mechanic E - Cpl CERVENANSKY Stefan, Flight Mechanic E - F/Lt CESEK Ladislav, Interpreter - Cpl CTRNACTY Josef, Fitter II E - Cpl CUREJ Jiří, Electrician II - LAC DARICEK František, Clerk GD - AC2 DAVID Ondřej, Ground staff - LAC DELIKAT Pavel, Cook - Cpl DOBIS Rudolf, Fitter II E - F/O DOUBAL Adolf, Engineering Officer - LAC DOVINA Jan, Cook - AC2 DUNDA Michal, Driver - LAC DUPEJ Andrej, Flight Mechanic A - Cpl DVORAK Alois, Armourer - Cpl FERDA Alois, Fitter II E - Cpl FERTIG Jan Rudolf, Armourer - Cpl FINGER Jan, Equip. Assistant - LAC FISER František, Armourer Assistant - LAC FRANKEL Viktor, Ground staff - Cpl FROHLICH František, Fitter II E - Sgt FROLKA Josef, Electrician I - LAC FRYBOR Arnošt, Armourer - Cpl GAVALEC Jiří, Electrician II - LAC GLASNER Pavel, Armourer - W/O GRAFFE Vladimír, Wireless Mechanic - Cpl GREPL Tomáš, Flight Mechanic A - AC2 HAHN František, Wireless Mechanic trainee - LAC HANZL Rudolf, Flight Mechanic E - Cpl HARTMAN Jaroslav, Electrician II - Sgt HAVLICEK Stanislav, Fitter/Armourer - Sgt HEJZLAR Josef, Electrician I - LAC HINZE Robert, Fitter II E - LAC HLADIK František, Maint. Assistant - Cpl HLADKI Ondřej, Maint. Assistant - AC2 HLADKY Jan, Ground staff - LAC HOLUB Karel, Flight Mechanic E - Cpl HLUBUCEK Josef, Armourer - LAC HOUSKA Jindrich, Flight Mechanic A - LAC HRADSKY Michal, Flight Mechanic E - F/Sgt HYSEK Ladislav, Fitter I - Sgt CHARVAT Alfred, Fitter II A - Cpl CHLAPIK Pavel, Electrician I - AC2 CHLUSTA Ludvík, Ground staff - AC1 CHURAN Miroslav, General Duties - LAC ICKOVIC Zelman, Maint. Assistant - Cpl ILLEK Jan, Cook - AC1 IVANIS Andrej, Maint. Assistant - LAC JANEK Rudolf, Flight Mechanic E - Cpl JIROVEC Antonín, Fitter II E - LAC JURICA Alois, Fitter/Armourer - Cpl JURICEK Josef, Armourer - LAC JUSTITZ Bedřich, Flight Mechanic E - LAC KASPAR Jaromír, Electrician II - AC2 KOKS František, Ground staff - AC2 KOLLA Jan, Ground staff - F/O KOZELKA Jaroslav, MBE, Ground Defence, Special Duties - LAC KRATOCHVIL Oldřich, Mechanic - F/Lt KRAUS Arnošt, MUDr., Dentist - F/O KRAUS Josef, MBE, Armaments Officer - LAC KRALIK Michalm ACH/G.D. - F/O KRATKY Jaroslav, Administration - LAC KREJZA František, ACH/GD - LAC KRONBERGER Herbert, Armourer - Sgt KRUZIK František, Clerk GD - F/Lt KUBANEK František, JUDr., Education Officer - AC1 KUBERT Zdeněk, Parachute Packer - LAC KUDELKA Josef, Fitter II E - LAC LEBOVIC Ladislav, Maint. Assistant - LAC LEBOVIC Mojžíš, Flight Mechanic E - Cpl LICHTNER Zdeněk, Armourer - LAC LIPA Stefan, Flight Mechanic A - CPl LUKAN Augustín, Flight Mechanic E - LAC LUKAVEC Václav, Fitter/Armourer - Cpl MACHATY Václav, Fitter II A - Cpl MARGOLIUS Josef, Wireless Mechanic - Sgt MASAT Jan, Pilot/Link Trainee Instructor - Cpl MASEK Vladimír, Maint. Assistant - LAC MEISSNER Werner, Flight Mechanic E - Sgt MICHAL Karel, Fitter II A - F/O MIKA Václav, Engineering Officer - Sgt MIZAK Stefan, Electrician II | - LAC MORGENSTERN Jiří, Instrument Technic - LAC MULLER Miroslav, Fitter II E - AC2 MULLER Zdeněk, Ground staff - Sgt NECHVATAL Milan, Fitter/Armourer - Cpl NEUMANN Stanislav, Clerk G.D. - Sgt NEMEC Josef, Fitter II A - LAC NOVAK Karel, Flight Mechanic E - F/Lt NOVAK Karel, MUDr., Medical Officer - Cpl NOVAK Moric, Fitter II E - Cpl NOVOTNY František, Armourer II - LAC NOVOTNY Václav, Fitter II A - LAC NOVY Karel, Wireless Mechanic - F/Sgt OBDRZALEK František, Fitter I - AC2 OBRUSNIK Adolf, Ground staff - LAC ONDRACEK Jindřich, Instrument Rep. II - AC1 OPAVSKY Jan, Flight Mechanic A - AC2 PASTOR Albin, Flight Mechanic E - Sgt PASA Oldřich, Fitter I - W/O PATECEK Alois, Fitter I - F/Sgt PECHA Jan, Wireless Mechanic - Cpl PETRANI Imrich, Flight Mechanic A - Cpl PETRUZELKA Bohuslav, Fitter/Armourer - F/O PIKA Milan, Admin./Special Duties - LAC PISKA Alois, R/T Operator - Sgt PODLIPNY Otomar, Instrument Repair I - AC2 POHNER Benedikt, Flight Mechanic E († 25. 2. 1941 při náletu) - F/Sgt POLIAK Juraj, Fitter I - AC2 POSPISIL František, ACH/GD († 27. 9. 1945 popraven) – vlastním jménem Jan Chvátal; krycí jméno si vzal po výsadkáři z desantu Bivouac, kterého udal v květnu 1942 - F/Sgt POSTA Josef, Fitter II E - AC2 PROCHAZKA Josef, Ground staff - F/O PROCHE Karel, Engineering Officer - F/O PROKOP Jindřich, F/O, Engineering Officer - F/O PROUZA Ludvík, Admin./Special Duties - Cpl PREDAK František, Fitter II A - F/Sgt PUTNA Josef, Fitter/Armourer - LAC REGNER Otto,Flight Mechanic A - Cpl REICH Egon, Equip. Assistant - LAC REIMAN František, Flight Mechanic A - F/Sgt RIPPER Alfred, Clerk - AC2 ROTTER Vilém, Ground staff - AC2 RUNSTUK Václav,Ground staff - LAC SAMEL Andrew, Flight Mechanic E - AC1 SANTRUCEK Miloslav, Ground staff - Cpl SALLY Josef, Fitter II E - Cpl SEFCAK Emil, Flight Mechanic A - F/O SEHNAL Jiří, Intelligence Officer - LAC SEMERDAK Julius, Flight Mechanic A - LAC SCHALL Egon, Ground staff - Sgt SCHALL Jacques, Safety Equip. Worker - LACW SCHNEIDER Margaret (WAAF) - LAC SICHROVSKY Oldřich, Flight Mechanic A - Sgt SIKL Jindřich, Fitter I - LAC SIKLENKA Stefan, Flight Mechanic E - Cpl SKLENAR Cyril, Armourer - LAC SKOUPY Ladislav, Instrument Repair II - Cpl SNEPFENBERG Stanislav, Fitter I - Sgt SOMMERNITZ Harry, Interpreter - LAC STEINER Rudolf, Cook - CPl STERBA Jan, Fitter II E - LAC STIBOR Emil, Flight Mechanic A - AC2 STODULKA Marcel, Ground staff - AC2 STRNAD František, Ground staff - S/Ldr STUDENY Antonín, Signal Officer - P/O SVATEK Karel, Ing., Equip. Officer - AC2 SVEDA Harry, Ground staff - F/O SVOBODA Rudolf, Wireless Officer - AC1 TESIK Jan, Ground staff - P/O TĚŠÍNSKÝ Josef, int. officer, adjut. commander - Cpl TICHACEK Antonín, Flight Mechanic E - AC1 TIMULAK Josef, Ground staff - AC2 TOMECEK František, Ground staff - Cpl TOMES Ludevit, Armourer - LAC TRUBACEK Bohumír, Fitter II E - LAC TUTKA Josef, Fitter II E - Sgt UHLIR Jaroslav, Fitter/Armourer - Sgt VAJZ Imrich, Photographer - F/Sgt VALUSEK Josef, Fitter/Armourer - Cpl VASATA Jaroslav, Clerk - LAC VASICEK Ludvík, Wireless Mechanic - Cpl VEJVODA Miloslav, Flight Mechanic E - Cpl VONDRACEK Jan, Fitter II E - Cpl VOSTA Stepan, Fitter II A - Cpl VRANA Bohuslav, Fitter II E - Sgt VRSTALA František, Fitter I - LAC WASSERMANN Isidor, Armourer - LAC WEISL Otto, Fitter II A - Cpl WEISS Hanus, Wireless Mechanic - AC2 WINTER Hugo, Ground staff - Cpl WINTER Josef, Equip. Assistant - LAC WOLF Arnost, Photographer - LAC ZALUD Václav, Flight Mechanic E - CPl ZAPLETAL Bohumír, Fitter II A - LAC ZATKO Dominik, Armourer - LAC ZAVADIL Jaroslav, Driver († 25.2.1941 zemřel při náletu) - LAC ZAVORKA Jan, Fitter II E - F/O ZIMMER František, Ing., Interpreter |